# Sri Mulyani
Sri Mulyani Indrawati, född 26 augusti 1962 i Tanjungkarang i Indonesien, är en indonesisk ekonom, politiker och landets finansminister sedan 2016. Hon var  finansminister mellan 2005 and 2010.